# Pieter Ita
Pieter Adriaanszoon Ita fue un corsario holandés y almirante de la Compañía Holandesa de las Indias Occidentales en el XVII XVII. En 1628 comandó una gran expedición contra los intereses portugueses y españoles en el Caribe. La expedición fue una de las más grandes de su tiempo e incluyó a muchos de los grandes corsarios de la época.

## Captura de la flota del tesoro hondureña en 1628

### Preparativos y Reunión
Pieter Ita se había consolidado como un corsario de renombre durante sus años de lucha contra los españoles en la Guerra de los Ochenta Años. Al aceptar una comisión de corsarios de la Compañía Holandesa de las Indias Occidentales, fue nombrado almirante y puesto al mando de una gran flota de corsarios que se estaba formando para atacar a los españoles y portugueses en el Caribe y a lo largo de las costas de Brasil. La flota también transportará colonos holandeses a la isla de Tobago transportados a bordo de Fortuin bajo el mando de la capitana Geleyn van Stapels.
Saliendo del puerto el enero de 1628 , los doce barcos partieron separados y planeaban navegar directamente al Caribe donde se encontrarían cerca de Cuba. El último barco en partir fue el Fortuin, que transportaba a sesenta y tres colonos, partiendo con su escolta, el Zuidsterre, el 3 de marzo de 1628 . Poco más de dos semanas después, la flota se reunió en St. Vincent, cerca de Barbados, al norte de la actual Tobago, el 15 de marzo. Pieter Ita inmediatamente ordenó a su flota que se dividiera en pequeños grupos y comenzara a atacar el transporte marítimo local. También utilizó sus pequeñas embarcaciones, especialmente las balandras, para realizar misiones de reconocimiento .
El 8 de mayo , la flota se unió al Eendracht que había capturado un barco portugués en el camino, pero lo abandonó cuando comenzó a hundirse. También se les unió el Cuba el 17 de mayo. El último barco en llegar fue el Fortuin, que se reunió con la flota cerca de Haití el 4 de junio, poco más de tres meses después de salir de puerto. Pieter Ita reunió la mayor parte de su flota con él en la costa occidental de Cuba, donde capturó varios barcos portugueses en el camino. Varios prisioneros portugueses le dijeron a Pieter Ita la ubicación de las rutas tomadas por los galeones españoles que navegaban desde Honduras a Portugal .
Para entonces, sin embargo, Pieter Ita y sus fuerzas habían perdido el elemento sorpresa. Siendo plenamente consciente de la presencia holandesa en la región, el Gobernador de Honduras aconsejó al convoy posponer su viaje. La flota española, compuesta por dos galeones y diez mercantes bien armados, también recibió municiones y armamento adicional. Estos preparativos satisficieron al comandante español, el almirante Alvaro De la Cerda, quien creía que la flota estaba a salvo de las fuerzas de Pieter Ita.

### Peleando por La Habana
Mientras tanto, la expedición había navegado por el cabo San Antonio en busca de barcos al norte de La Habana . La flota de Pieter Ita pronto se encontró con dos galeones hondureños, el Nossa Senhora de los Remedios y el St. Jago, que llegaban cerca del puerto de La Habana. La flota de Pieter Ita maniobró entonces para evitar que los galeones entraran en La Habana. El Leeuwinne intentó interceptar la nave del vicealmirante sin éxito. En su huida, uno de los galeones hondureños encalló en un banco de arena, con su perseguidor. A pesar de esto, los barcos continuaron intercambiando disparos de mosquetes y cañones durante los cuales Leeuwinne perdió su palo mayor.
Mientras continuaba esta batalla, Fortuin y Dolfijn persiguieron al otro galeón español que también encalló en el mismo banco de arena. Los barcos holandeses se vieron obligados a mantener la distancia, sin saber la ubicación exacta del banco de arena, y continuaron disparando desde lejos. Atrapada en medio del fuego de los cañones, Leeuwinne sufrió aún más daños y un gran número de miembros de la tripulación murieron, incluido su oficial al mando, el capitán Jan Pieterszoon. Sin embargo, los dos galeones españoles inmovilizados están atrapados con corsarios holandeses más numerosos y móviles a su alrededor. Después de un bombardeo, los barcos holandeses se acercan para abordar a los galeones.

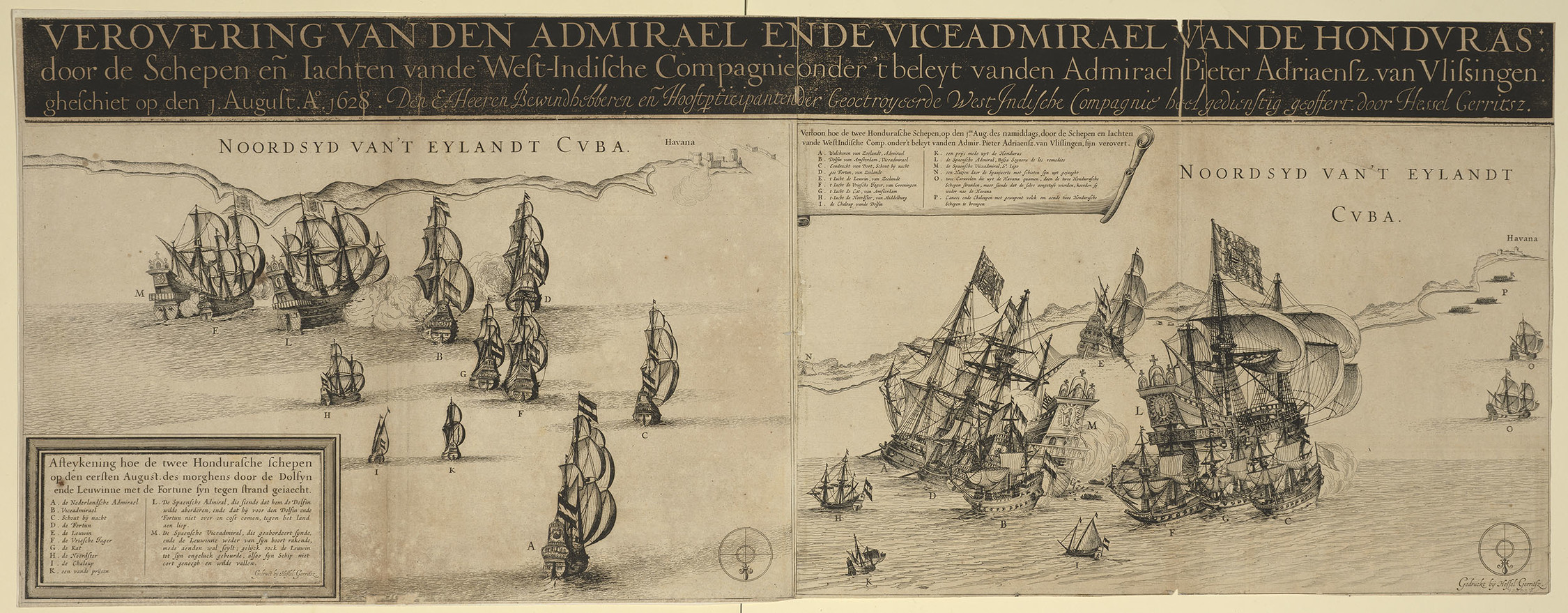
Batalla naval en La Habana y Bahía de Matanzas, 31 de julio y 1 de agosto de 1628

Estacionado primero en las afueras de La Habana, para bloquear o limitar cualquier refuerzo de este puerto, el buque insignia de Pieter Ita el Walcheren se incorporó a la zona de combate no lejos de La Habana. Los marineros del Walcheren intentaron acercarse a uno de los galeones encallados, sin éxito. Luego usaron el Fortuin como relevo. Otros tres barcos holandeses se unieron a la lucha: el Kater, el Eendracht y el Vriessche. Cuando los españoles finalmente se rindieron, más de la mitad de su tripulación original más los refuerzos (alrededor de 600 hombres) habían muerto en acción. El comandante español, el almirante Álvaro de la Cerda, apenas logró escapar. De regreso en España, su informe y el del gobernador de La Habana, Lorenzo de Cabrera, no le hacían responsable de la pérdida de los dos galeones a la vista de los encarnizados combates y las circunstancias desfavorables para los españoles.
Las fuerzas de Pieter Ita eran relativamente ligeras en comparación con las españolas. Le Fortuin, por ejemplo, tuvo tan sólo 13 muertos y unos 50 heridos. El Leeuwinne y el Nossa Senhora de los Remedios capturados fueron liberados del banco de arena, el tercer barco lleno de sedimentos, el St. Jago, fue abandonado y su carga se trasladó al otro barco. Después de prender fuego al St. Jago, Pieter Ita ordenó la retirada ya que la flota de Terra Firma pronto llegaría a la zona.

### De vuelta de la expedición pirata
Pieter Ita y su flota navegaron junto a la Florida, pero el Nossa Senhora de los Remedios, gravemente dañado por la batalla, pronto comenzó a llenarse de agua. No dispuesto a correr el riesgo de cruzar el Atlántico, ordenó que el cargamento del galeón capturado se dividiera entre sus otros barcos y quemó el Nossa Senhora de los Remedios a una milla de la costa de Florida. La expedición finalmente regresó a la República Holandesa en septiembre de 1628 después de capturar dos galeones, doce barcazas y varios barcos pequeños.
El valor total del cargamento que habían traído con ellos estaba valorado en 1,2 millones de florines holandeses . Su carga incluía 2 398 cofres de añil, 6 176 cueros secos, 266 fardos de zarzaparrilla, 27 tinajas de aceite, 7000 livres  de jengibre, 12 cañones de bronce, 28 cañones de hierro y 52 libras de plata.

### Epílogo
Una vez que partió la expedición de Pieter Ita, las autoridades españolas creyeron erróneamente que los holandeses habían abandonado el Caribe. Bajo esta suposición, la flota del tesoro española no estaba debidamente protegida y fue atacada por otro corsario holandés, Piet Heyn, quien logró apoderarse de la flota ese mismo año
En junio de 1630 , Pieter Ita regresó al Caribe visitando las Islas Caimán con Dirck de Ruyter quien pretendía cazar tortugas. Durante este tiempo atacaron la navegación española a lo largo del Canal de la Florida y el oeste de Cuba